# Ортис, Меча
Мария Мерседес Варела Нимо Домингес Кастро, известная как Меча Ортис (исп. Mecha Ortiz, 24 сентября 1900, по другим сведениям — 1905, Буэнос-Айрес — 20 октября 1987, там же) — аргентинская актриса театра и кино. Родственница политика Роберто Марии Ортиса, президента страны (1938—1942).

## Биография
Училась в Национальной консерватории музыки и декламации. Дебютировала на сцене в 1929, играла в пьесах Сомерсета Моэма, Теренса Реттигена, Ноэла Кауарда, Агаты Кристи. Дебютировала на экране в 1937. Активно снималась на телевидении. Критики называли её аргентинской Гретой Гарбо, она была баснословно популярна в 1940—1950-х годах, открытки с её фотографиями расходились огромными тиражами. В 1970-е исполнила несколько значительных ролей, показавших её драматические возможности, далеко не полностью реализованные в прежнем кино.
Скончалась от гемиплегии.

## Избранная фильмография
- 1937: Раньше молодые люди не пользовались губной помадой/ Los muchachos de antes no usaban gomina (Мануэль Ромеро)
- 1938: Mujeres que trabajan (Мануэль Ромеро)
- 1939: Margarita, Armando y su padre (Франсиско Мухика по мотивам романа Александра.Дюма-сына Дама с камелиями)
- 1943: Сапфо, история страсти/ Safo, historia de una pasión (Карлос Уго Кристенсен по роману Альфонса Доде, Серебряный кондор Ассоциации кинокритиков Аргентины лучшей актрисе)
- 1945: Лебединая песня/ El canto del cisne (Карлос Уго Кристенсен, Серебряный кондор Ассоциации кинокритиков Аргентины лучшей актрисе)
- 1946: Camino del infierno (Луис Саславский, Даниэль Тинайре)
- 1946: Las tres ratas (Карлос Шлипер)
- 1947: Госпожа Бовари/ Madame Bovary (Карлос Шлипер по роману Флобера)
- 1947: Цена жизни/ El precio de una vida (Адельки Мильяр по драме Викторьена Сарду)
- 1948: María de los Ángeles (Эрнесто Арансивия)
- 1948: La rubia Mireya (Мануэль Ромеро)
- 1951: Mi vida por la tuya (Роберто Гавальдон)
- 1954: El abuelo (Роберто Виньоли Баррето по роману Бенито Переса Гальдоса)
- 1955: Pájaros de cristal (Эрнесто Арансивия)
- 1956: Bendita seas (Луис Моттура)
- 1962: Bajo un mismo rostro (Даниэль Тинайре)
- 1974: Крашеные губки/ Boquitas pintadas (Леопольдо Торре Нильссон по роману М.Пуига)
- 1976: Piedra libre (Леопольдо Торре Нильссон)
- 1976: Раньше молодые люди не пользовались мышьяком/ Los muchachos de antes no usaban arsénico (Хосе Мартинес Суарес)

## Автобиография
- Mecha Ortiz por Mecha Ortiz/ Salvador D. d’Anna, Elena B. de D’Anna, eds. Buenos Aires: Moreno, 1982 (книга богато иллюстрирована)

## Интересные факты
В романе Мануэля Пуига Крашеные губки (1969) Меча Ортис упоминается одним из героев как единственная достойная актриса в Аргентине. На следующий год она появилась в экранизации этого романа Л. Торре Нильссоном.

## Награды
В 1944 году Ассоциация кинокритиков Аргентины присуждает Мече Ортис премию Серебряный кондор за лучшую женскую роль в фильме «Safo, historia de una pasión  (Сафо, 1943)». 
В 1946 году удостоена премии Серебряный Кондор в номинации «Лучшая актриса» за главную роль в фильме режиссера Карлоса Уго Кристенсена «El canto del cisne (Лебединая песня, 1945)».